# Адмирал граф Шпее (тежък крайцер, 1934)
Вижте пояснителната страница за други значения на Шпее.
„Адмирал граф Шпее“ (на немски: Admiral Graf Spee) е тежък крайцер на Кригсмарине от времето на Втората световна война. Третият и най-съвършен кораб на серията крайцери тип „Дойчланд“.
Корабът е наречен в чест на адмирал Максимилиан фон Шпее.

## Проектиране и строителство
Заложен е на 1 октомври 1932 г., спуснат на вода на 30 юни 1934 г., влиза в строй на 6 януари 1936 г. Построен в корабостроителницата на Вилхелмсхафен. Наречен е в чест на загиналия на флагмана си „Шарнхорст“ по време на Първата световна война в битката при Фолкландските острови с английска ескадра граф Максимилиан фон Шпее (1861 – 1914 г.). По ирония на съдбата, този кораб е потопен при бреговете на Латинска Америка, където намират последното си пристанище моряците на Източно-Азиатската ескадра на граф Шпее от времето на Първата световна война. За своето време „Граф Шпее“ е достатъчно необикновен кораб, насочил към себе си вниманието на военноморските кръгове по цял свят. Счита се, че той е способен да победи всеки един тежък крайцер и да се изплъзне от преследване на всеки един линкор.

## История на службата

### Довоенна служба
Още в хода на изпитанията корабът извършва няколко учебни плавания. „Шпее“ веднага получава главна роля: на 29 май той става флагмански кораб на Кригсмарине в големия морски парад с участието на Хитлер и други висши лица на Третия райх.
От 20 май 1936 г. се провеждат всестранни изпитания на навигационното оборудване и електрониката, а на 6 юни „джобният линкор“ излиза на първото си далечно плаване в Атлантика, към остров Санта Круз. В течение на 20 дневния поход продължават ученията и тестването на апаратурата и устройствата, в частност, артилерията (формално „Шпее“ се числи в този поход за опитен артилерийски съд). С връщането си, на 26 юни, във Вилхелмсхафен учебните занятия продължават. Есента кораба участва в маневри.
На 16 декември 1936 г. на „Шпее“ вдига флага си контраадмирал фон Фишел, назначен за командващ на немския флот в испански води. Корабът има активно участие в гражданската война в Испания. Преминавайки от 14 февруари 1937 г. последните си приготовления в Кил, на 2 март той взема курс към Бискайския залив. Двумесечното плаване с посещение на много испански градове завършва в Кил на 6 май същата година.
На 15 май „Адмирал граф Шпее“, като най-съвременният немски кораб, представлява Германия на рейда в Спитхед, където се състои парада в чест на британския крал Джордж VI с участието на бойни кораби от всички страни. С края на Спитхедската седмица „Шпее“ се връща в родината.
След попълване на запасите и кратък отдих „Шпее“ отново отплава за Испания на 23 юни. Но още на 7 август 1937 г. корабът се връща в Кил. Есента на същата година има кратки походи в Швеция (от 18 до 20 септември) и Норвегия (1 – 2 ноември). В началото на 1938 г. – непродължителен поход в испански води: напускайки Кил на 7 февруари, корабът се връща още на 18 февруари.
До лятото на 1938 г. „Адмирал граф Шпее“ главно се намира в порта, извършвайки само кратки излизания в крайбрежните води. В края на юни – началото на юли 1938 г. „джобният линкор“ прави още един поход на Север, към норвежките фиорди. На 22 август участва в големия флотски парад, който се приема от фюрера Хитлер и регента на Унгария адмирал Хорти. В хода на това мероприятие е спуснат на вода тежкият крайцер „Принц Ойген“. През есента „Адмирал граф Шпее“ е на далечни походи, две излизания в Атлантика (6 – 23 октомври и 10 – 24 ноември), посещава испанския порт Виго, португалски пристанища и Танжер.
От януари 1939 г. корабът преминава своя първи планов ремонт във Вилхелмсхафен, завършил през март. Командването на Кригсмарине планира голям чуждестранен поход под ръководството на адмирал Бем, в който трябва да участват и трите джобни линкора, крайцерите „Лейпциг“ и „Кьолн“, а също разрушители и подводни лодки. С цел „демонстрация на флага“ „Адмирал граф Шпее“ няколко дни престоява на рейда в Сеут. Той едва що върнал се в родината и попълнил запасите си, и започва Втората световна война.

### Крайцерство в Атлантика
Към август 1939 г. „Адмирал граф Шпее“ престава да е най-мощният кораб във флота, обаче неговата роля във възможните бойни действия остава доста съществена. Планът, разработен от ръководството на Кригсмарине и одобрен лично от Хитлер, предвижда излизането в морето на „джобните линкори“ и съдове на снабдяването дълго преди началото на атаката над Полша. Тяхната огромна далечина на плаване и възможността да попълват запасите си позволява да остават в районите на действие в течение на няколко месеца с идеята, че в зависимост от развитието на събитията или ще започнат рейдерски действия, или тихо и мирно ще се върнат вкъщи.
На 5 август 1939 г., почти месец преди началото на войната, съдът на снабдяването „Алтмарк“, предназначено за работа съвместно с „Шпее“, излиза за Съединените щати, където трябва да вземе дизелово гориво и да се разтвори в океанските простори до срещата му с „джобния линкор“, който, на свой ред, на 21 август напуска Вилхелмсхафен под командването на капитана цур зе Ханс Лангсдорф. На 24 август той е последван от „Дойчланд“, „работещ“ заедно с танкера „Вестервалд“. Двата систършипа стават челният отряд на немската флота в океана, поделяйки си Атлантика: „Адмирал граф Шпее“ се насочва в южната му част, а партньорът му на позиция южно от Гренландия.
„Шпее“ успява да премине незабелязан отначало към бреговете на Норвегия, а след това и в Атлантика южно от Исландия. Той става единственият немски рейдер, преминал по този път, който впоследствие щателно се прикрива от англичаните (английските патрулни крайцери заемат позиции едва на 6 септември). Лошото време помага на немците да стигнат незабелязано до района на срещата. Корабът не бърза и към 1 септември, деня на започване на световната война, се намира 1000 мили северно от островите Кабо Верде. На този ден той се среща с „Алтмарк“. „Адмирал граф Шпее“ предава на „Алтмарк“ военен екипаж, леко въоръжение и две 20-мм оръдия, сдавайки му и лесно възпламеняващите се товари и приемайки пълен запас гориво.
Почти през целия първи месец на войната „джобният линкор“ плава с малък ход към екватора, бягайки от всеки дим на хоризонта и оставайки незасечен. За маскировка на кораба поставят над носовата кула втора, от шперплат и платно, превръщайки го така в подобие на линеен кораб от типа „Шарнхорст“. Независимо от примитивната декорация, това впоследствие позволява няколко пъти да бъдат излъгани търговските моряци.
На 25 септември 1939 г. „Адмирал граф Шпее“ получава заповед да започне крайцерските операции. За първи район на действие е избран североизтокът на Бразилия около порт Ресифи. На 30 септември е потопена първата жертва – английският съд „Клемент“.
За операциите против немските рейдери съюзниците отделят 8 тактически бойни групи, в състава на които номинално влизат 3 линейни крайцера – английския „Ринаун“ (HMS Renown), френските „Дюнкерк“ (Dunkerque) и „Страсбург“ (Strasbourg), самолетоносачите „Арк Роял“ (HMS Ark Royal), „Хермес“ (HMS Hermes) и „Беарн“ (Bearn), 9 тежки и 5 леки крайцера, без да се броят десетките други бойни единици (дори линкори), охраняващи трансатлантическите конвои. Обаче фактически против „Адмирал граф Шпее“ действат 3 британски съединения: крайцерската ескадра под командването на комодор Херууд (група „G“), прикриваща южноамериканските води (тежките крайцери „Ексетър“ (HMS Exeter (68)) и „Къмбърланд“ (HMS Cumberland (57))), група „Н“, базираща се в Кейптаун (тежките крайцери „Съсекс“ (HMS Sussex (96)) и „Шропшир“ (HMS Shropshire (73))), и група „К“ под командването на контраадмирал Уелс, най-силната сред тях (линейният крайцер „Ринаун“ и самолетоносача „Арк Ройял“).
На 5 октомври е пленен британския параход „Нютън Бийч“. От намерените документи успяват да съставят достатъчно пълно впечатление за системата на радиопреговорите с търговските съдове и даже да получат в изправно състояние стандартна английска радиостанция, свалена от кораба и поставена в рубката на „Адмирал граф Шпее“. От 5 до 10 октомври 1939 г. „джобния линкор“ потопява или пленява още 3 съда. Опасявайки се от откриване, „Адмирал граф Шпее“, на 28 октомври, попълва запасите си гориво от „Алтмарк“ и на 4 ноември преминава в Индийския океан, заобикаляйки Нос Добра Надежда.
На 9 ноември е повреден и задълго излиза от строй хидросамолетът „Арадо 196“.
На 14 ноември е спрян и потопен неголям моторен кораб – танкерът „Африка Шел“. На 20 ноември „Адмирал граф Шпее“ заобикаля южния край на Африка в обратно направление и преминава в Атлантическия океан.
На 2 – 3 декември 1939 г. са потопени два английски съда. На 6 декември рейдерът попълва запасите си гориво от снабдителния съд „Алтмарк“ и провежда артилерийско-далекомерни учения, използвайки като цел собствения си съд за снабдяване. Старшият артилерист, фрегатен капитан (капитан 2-ри ранг) Ашер, остава недоволен от резултатите, тъй като за три и повече месеца принудително безделие персоналът на системите за управление на огъня на главния калибър чувствително се е деквалифицирал.
През декември английският комодор Харууд, командващ издирвателната група „G“, взема решение да съсредоточи в района на Рио де Жанейро – Ла Плата три кораба на групата – тежкият крайцер „Ексетър“ и леките крайцери „Аякс“ (HMS Ajax (22)) и „Ахилес“ (HMNZS Achilles (70)). На 12 декември 1939 г. тези кораби се съединяват на 150 мили източно от устието на река Ла Плата.
На 11 декември 1939 г. бордовият хидросамолет на „Адмирал граф Шпее“ отново претърпява авария без да може да бъде възстановен.

### Боят при Ла Плата
Сутринта на 13 декември 1939 г., около 6 часа, „Адмирал граф Шпее“ се сблъсква с ескадрата английски крайцери; на „Шпее“ виждат върховете на мачтите в 05:52, в 06:16 от крайцера „Ексетър“, постъпва донесение: „Предполагам, че това е „джобен линкор““. Поначало английските леки крайцери немците приемат за разрушители и командирът на „Адмирал Шпее“, капитан цур зе (капитан 1-ви ранг), Ханс Лангсдорф счита, че води бой с крайцер и два разрушителя.
В 06:18 първият залп на немския рейдер ляга между английските крайцери, а след четири минути откриват огън оръдията на „Ексетър“. Приемайки леките крайцери за разрушители, командирът на „Адмирал граф Шпее“ заповядва да се съсредоточи огъня на артилерията на главния калибър само по тежкия крайцер. Този огън се оказва доста точен: в течение на следващите двадесет минути „Ексетър“ получава няколко попадения, в резултат на което на него се оказва разбита втората носова кула, разрушен е командирският мостик, нарушена е свръзката и са извадени от строя механизмите за управление на рулите. Премествайки се в кърмовата бойна рубка, командирът на английския кораб заповядва да се даде по немския линкор торпеден залп, и в същия миг кораба е разтресен от още две тежки попадения. Обвит от дим, легнал на носа и накренен по борда, „Ексетър“ в 07:40 излиза от боя.
През това време леките крайцери, обстрелвани само от спомагателната артилерия на линкора, преминават опасната зона и, по думите на Лангсдорф, се държат с „непостижима наглост“. Когато в 07:16 рейдерът обръща на юг, с намерението да довърши „Ексетър“, леките крайцери „Аякс“ и „Ахилес“, хвърлили се на помощ на своя събрат, стрелят така точно и ефективно, че два снаряда вадят от строя системата за управление на артилерийския огън на „Адмирал граф Шпее“. И макар тези действия да не остават безнаказани – един 280-мм немски снаряд изважда от строя кърмовите кули на „Аякс“, а друг му отнася мачтата, – двата англичанина продължават като сянка да плават след него – оттеглящ се на запад. В полунощ, когато „Адмирал граф Шпее“ пуска котва на рейда на Монтевидео, „Аякс“ и „Ахилес“, се разделят, за да затворят двата изхода от устието на Ла Плата. На следващата нощ към тях се присъединява тежкият крайцер „Къмбърланд“ – това е всичко, което Харууд може да противопостави на германския рейдер.
Макар повредите на „Адмирал граф Шпее“ да се оказват не много големи, той се нуждае от ремонт, който е невъзможно да се направи в тридневния срок, предоставен от правителството на Уругвай съгласно нормите на международното право, още повече, към своя край са и боеприпасите. разбирайки за трудното му положение, английската агентура в Монтевидео усилено разпространява слухове: „Адмирал граф Шпее“ на изхода на Ла Плата е очакван от силна английска ескадра, в състава на която се намира и линейният крайцер „Ринаун“ и самолетоносача „Арк Роял“. Повярвал в неминуемата гибел на своя кораб, Лангсдорф изпраща питане до Берлин, откъдето е получена едва ли не лична заповед от фюрера: „Не приемайте боя, унищожете кораба!“. На 17 декември 1939 г. Лангсдорф заповядва да се потопи кораба. Екипажът слиза на брега и е интерниран в неутрална Аржентина. Командирът се
самозастрелва на 20 декември в Буенос Айрес.
„Шпее“ потъва в неутрални води на плитко място – така че над вълните се показват обгорелите му надстройки. Англичаните снаряжават специална експедиция, за да свалят от него всичко, което е оцеляло от приборите, в частност радара, а също образци от въоръжението (105-мм зенитки и автоматите). Успяват да изпълнят само част от програмата, тъй като скоро след началото на работите се развихря щорм и се налага операцията да бъде прекратена. Останалата купчина желязо, започвайки от 1942 г., постепенно е разпарчетосана за скрап. Тинестото дъно се оказва крайно неудобно за това и някои части на последния „джобен линкор“ и до днес ръждясват на мястото на гибелта с координати 34°58′25″ ю. ш. 56°18′01″ з. д. / 34.973611° ю. ш. 56.300278° з. д..
През 2004 г. от водата са извадени някои останки на кораба.

## Оценка на бойната кариера
До своята гибел в залива на Монтевидео „джобният линкор“ нанася сериозен ущърб на англичаните, успявайки да потопи единадесет търговски съда.
Впоследствие адмирал Ерих Редер издава разпореждане, съгласно което моряците на всички големи бойни кораби са задължени да се сражават до последния снаряд, даже ако корабът им е получил критични повреди: тази заповед следват и капитаните на корабите подобно на „Бисмарк“.

## В киното
За сражението при Ла Плата има създаден игрален филм – „Битката при Ла Плата“ на режисьорите Майкъл Пауъл и Емерик Пресбъргър, с участието на Джон Грегсън, Антъни Куейл и Питър Финч.

## Коментари
1. ↑  Всички данни са по състояние към 1939 г.
2. ↑  От политически съображения, германския ВМФ присвоява на кораба нестандартния клас „броненосец“ (на немски: Panzerschiff). В английската класификация получава названието „джобен линкор“ (на английски: pocket battleship), което е иронично описание на типа от британската преса. През февруари 1940 г. немската класификация е изменена на тежък крайцер.